# Israel Military Industries
Israel Military Industries (IMI) er en statsejet israelsk våben- og ammunitionsproducent. Selskabet producerer våben og ammunition for israelsk politi og forsvar, men har også en betydelig kommerciel prodution af lette våben. IMI er mest kendt for at lave Uzi maskinpistoler.
IMI producerer også den grovaklibrede Desert Eagle pistol i fire versioner. Den første version havde en tendens til at låse sig,[kilde mangler] men de tre næste virkede stort set som de skulle. De tre nyeste udgaver bruger henholdsvis .357, .45 og .50 kalibreret ammunition.